# Parafia św. Wojciecha w Częstochowie
Parafia Świętego Wojciecha w Częstochowie – rzymskokatolicka parafia, położona w dekanacie Częstochowa – św. Wojciecha, archidiecezji częstochowskiej w Polsce, erygowana w 1969.

## Kościoły i kaplice
W parafii znajdują się:
- św. Wojciecha w Częstochowie
- Kaplica i aula akademicka pw. św. Teresy Benedykty od Krzyża – Edyty Stein